# Branch megye
Branch megye az Amerikai Egyesült Államokban, azon belül Michigan államban található. Megyeszékhelye és legnagyobb városa Coldwater. Lakosainak száma 44 862 fő (2020. április 1.). Branch megye Calhoun, LaGrange, Steuben, Saint Joseph, Hillsdale és Kalamazoo megyékkel határos.

## Népesség
A megye népességének változása:
| Lakosok száma | 45 175 | 43 935 | 43 852 | 43 649 | 43 664 | 44 862 |
|               | 2010   | 2011   | 2012   | 2013   | 2015   | 2020   |